# Kurukh
Ne doit pas être confondu avec Kurukh nepali.
Le kurukh (ou oraon, autonyme, kũṛux) est une langue dravidienne, parlée par environ 2 millions d'Aborigènes, à la frontière des États de Jharkhand, du Chhattisgarh, du Bihar, du Bengale occidental,  de l'Orissa, en Inde.
 D'autres Kurukh ont émigré pour le travail, notamment dans les plantations de thé de l'Assam. En dehors de l'Inde, le kurukh est parlé au Népal, au Bhoutan et au Bangladesh.

## Classification interne
À l'intérieur des langues dravidiennes, le kurukh est classé dans les langues du Nord.

## Phonologie
Les tableaux présentent les phonèmes vocaliques et consonantiques du kurukh.

### Voyelles
|         | Antérieure                  | Centrale                    | Postérieure                 |
| ------- | --------------------------- | --------------------------- | --------------------------- |
| Fermée  | i [i] iː [iː] ĩ [ĩ] ĩː [ĩː] |                             | u [u] uː [uː] ũ [ũ] ũː [ũː] |
| Moyenne | e [e] eː [eː] ẽ [ẽ] ẽː [ẽː] |                             | o [o] oː [oː] õ [õ] õː [õː] |
| Ouverte |                             | a [a] aː [aː] ã [ã] ãː [ãː] |                             |

### Consonnes
|            |              | Bilabiales | Dentales | Alvéolaires | Alvéolaires | Alvéolaires | Rétrofl. | Vélaires | Glottales |
| ---------- | ------------ | ---------- | -------- | ----------- | ----------- | ----------- | -------- | -------- | --------- |
| Centrales  | Latérales    | Bilabiales | Dentales | Palatales   |             |             | Rétrofl. | Vélaires | Glottales |
| Occlusives | Sourdes      | p [p]      | t [t]    |             |             |             | ṭ [ʈ]    | k [k]    | ʔ [ʔ]     |
| Occlusives | Sourdes asp. | ph [pʰ]    | th [tʰ]  |             |             |             | ṭh [ʈʰ]  | kh [kʰ]  |           |
| Occlusives | Sonores      | b [b]      | d [d]    |             |             |             | ḍ [ɖ]    | g [g]    |           |
| Occlusives | Sonores asp. | bh [bʰ]    | dh [dʰ]  |             |             |             | ḍh [ɖʰ]  | gh [gʰ]  |           |
| Affriquées | Sourdes      |            |          |             |             | c [t͡ʃ]      |          |          |           |
| Affriquées | Sourdes asp. |            |          |             |             | ch [t͡ʃʰ]    |          |          |           |
| Affriquées | Sonores      |            |          |             |             | j [d͡ʒ]      |          |          |           |
| Affriquées | Sonores asp. |            |          |             |             | jh [d͡ʒʰ]    |          |          |           |
| Fricatives | Fricatives   |            |          | s [s]       |             |             |          | x [x]    | h [h]     |
| Nasales    | Nasales      | m [m]      |          | n [n]       |             |             |          | ṅ [ŋ]    |           |
| Liquides   | Liquides     |            |          |             | l [l]       |             |          |          |           |
| Roulées    | Roulées      |            |          | r [r]       |             |             | ṛ [ɽ]    |          |           |

## Sources
- (en) Ekka, Francis, Kũṛux Phonetic Reader, Mysore, Central Institute of Indian Languages, 1985.
- (en) Grignard, A., An Oraon-English Dictionary, Calcutta, 1924.